# Alfons Aguiló Aguiló
Alfons Aguiló Aguiló. (Palma, mitjan s. XIX- segle XX) fou un bibliòfil.
Fill de Tomàs Aguiló Fortesa i de Francina Aguiló Fuster. Germà de l'erudit i bibliòfil Estanislau de Kostka Aguiló. Va ser soci fundador de l'Associació per la Cultura de Mallorca. Va signar la Resposta als catalans. Impulsor del Centre Autonomista de Mallorca. El febrer de 1937 va ser reelegit vocal de la Societat Arqueològica Lul·liana.